# Småhuvudsugare
Småhuvudsugare (Apletodon dentatus) är en fisk i familjen dubbelsugarfiskar som finns i östra Atlanten.

## Utseende
En liten, grodyngelliknande fisk med flat kropp och trekantigt huvud, samt bukfenor som är omvandlade till en långt fram placerad sugskiva. Kroppsfärgen varierar, men är i regel rödbrunaktig till olivfärgad med ljusgröna fläckar samt en rödviolett strupfläck och mörka fläckar på rygg- och analfenan hos hanen. Det är även vanligt med ett vitt band över huvudet och en vit kindstrimma genom ögat. Den ensamma ryggfenan sitter långt bak på ryggen. Munnen har 1 – 3 större huggtänder. Längden når upp till 4 cm.

## Vanor
Småhuvudsugaren är en bottenfisk som lever i kustnära vatten ner till omkring 100 m bland tångrötter. Födan består troligen av små kräftdjur. Leken sker under våren.

## Utbredning
Utbredningsområdet omfattar östra Atlanten från västra och södra Brittiska öarna till västra Medelhavet.